# Lerista jacksoni
Lerista jacksoni — вид сцинкоподібних ящірок родини сцинкових (Scincidae). Ендемік Австралії.

## Опис
У сцинків Lerista jacksoni є чотири кінцівки, на кожній з яких є три пальця.

## Поширення і екологія
Lerista jacksoni мешкають в регіоні Пілбара у Західній Австралії, в горах Хамерслі і Барлі. Вони живуть серед скельних виступів, місцями порослих рослинністю. Відкладають яйця.